# مالكولم كاكوتالوا
مالكولم كاكوتالوا (بالألمانية: Malcolm Cacutalua)‏ (مواليد 15 نوفمبر 1994) هو لاعب كرة قدم ألماني يجيد اللعب في مركز قلب الدفاع , ويلعب حاليًا لنادي باير ليفركوزن الألماني.

## روابط خارجية
- مالكولم كاكوتالوا على موقع قاعدة بيانات كرة القدم.إي يو (الإنجليزية)
- مالكولم كاكوتالوا على موقع بيانات كرة القدم. دي إي (الألمانية)
- مالكولم كاكوتالوا على موقع Soccerway.com (الإنجليزية)
- مالكولم كاكوتالوا على موقع عالم كرة القدم.نت (الإنجليزية)
- مالكولم كاكوتالوا على موقع AS.com (الإسبانية)
- Malcolm Cacutalua